# Five Nights at Freddy's: Los ojos de plata
Five Nights at Freddy's: Los ojos de plata (título original en inglés: Five Nights at Freddy's: The Silver Eyes) es una novela de terror estadounidense con elementos de misterio publicada en 2015 por Scott Cawthon y Kira Breed-Wrisley, basada en la exitosa serie de videojuegos de terror Five Nights at Freddy's. Cawthon considera que la novela es una historia canónica que ocurre por separado de los acontecimientos de los juegos. Una secuela titulada Five Nights at Freddy's: The Twisted Ones fue publicada en junio de 2017 mientras que una tercera novela, Five Nights at Freddy's: The Fourth Closet, fue publicada en junio de 2018.

## Argumento
Charlotte (más conocida como Charlie) es una adolescente de diecisiete años que regresa a su ciudad natal en Hurricane, Utah, para asistir a una ceremonia dedicada a su amigo de la escuela, Michael Brooks, quien murió diez años antes. Ella se reúne con sus amigos de la infancia, Jessica, John, Carlton, Lamar, Marla y el hermano menor de Marla, Jason, para volver a visitar el lugar donde Michael murió: el restaurante familiar de Freddy Fazbear's Pizza, que alguna vez fue propiedad del padre de Charlie. El grupo descubre que un incompleto centro comercial ha sido construido en el lugar del restaurante, pero luego de una investigación más a fondo, los amigos descubren que el restaurante todavía está en pie y el centro comercial ha sido construido alrededor de él. Al entrar, ellos exploran el abandonado restaurante y descubren que los cuatro animales animatrónicos construidos por el padre de Charlie: Freddy Fazbear, Bonnie, Chica y Foxy, todavía se encuentran en el lugar.
A la mañana siguiente, Charlie y sus amigos asisten a la ceremonia en su antigua escuela, donde los padres de Michael dan un discurso sobre su hijo. Después, John le confiesa a Charlie que el día de la muerte de Michael recuerda haber visto a una extraña persona en un traje dorado de Freddy Fazbear en el restaurante, y ahora sospecha que esa persona fue el asesino de Michael. Esa noche, el grupo regresa a Freddy Fazbear's Pizza y descubren que el panel de control que hace que los animatrónicos se muevan todavía funciona. Charlie encuentra a Foxy, que la hiere en el brazo con su garfio y la habría matado si ella no se hubiera alejado. Al día siguiente, atormentada por los recientes acontecimientos, Charlie le dice a John que antes de mudarse a Hurricane, su padre era dueño de otro restaurante llamado Fredbear's Family Diner, que presentaba a Fredbear y Spring Bonnie, dos versiones doradas de Freddy Fazbear y Bonnie, respectivamente.
John lleva a Charlie al restaurante abandonado en New Harmony, y ella recuerda el día en que su hermano menor, Sammy, fue secuestrado por alguien disfrazado de Spring Bonnie, lo que provocó que el restaurante cerrara y que los padres de Charlie se divorciaran. Ella sospecha que el secuestro de Sammy y el asesinato de Michael están conectados. Esa noche, los amigos regresan nuevamente a Freddy Fazbear's Pizza, pero son atrapados por Dave Miller, el guardia de seguridad del centro comercial, quien amenaza con llamar a la policía. Charlie ofrece que Dave explore el restaurante con ellos, y él acepta. En el interior, los amigos juegan con el panel de control, y mientras están distraídos, Dave saca el traje de Spring Bonnie de un armario y secuestra a Carlton mientras Jason presencia todo esto. El grupo huye del restaurante y buscan al oficial de policía Dunn, solo para descubrir que la puerta del restaurante ha sido encadenada mientras no estaban. El jefe de policía, Clay Burke (el padre de Carlton), no cree en su historia y asume que su hijo está jugando una broma pesada. Luego, Charlie habla con John sobre su padre; tras cerrar el restaurante se suicidó después de que Michael fue asesinado, lo que llevó a muchas personas en la ciudad a sospechar que él era el asesino.
A la mañana siguiente, el oficial Dunn regresa al centro comercial para investigar en el restaurante, pero es atacado y asesinado por Dave. Charlie y John visitan una biblioteca para investigar la historia de Fredbear's Family Diner, y encuentran un antiguo artículo de periódico sobre el secuestro de Sammy con una fotografía de Dave, que el periódico identifica como el copropietario del restaurante. Mientras tanto en el restaurante, Dave tiene a Carlton atrapado en uno de los trajes, y le explica que algunos de ellos pueden ser operados para endoesqueletos de metal a través de una serie de mecanismos accionados por Resorte. Si estos resortes se activan mientras alguien usa el traje, los componentes metálicos aplastaran al usuario hasta la muerte. La verdadera identidad de Dave es William Afton; el copropietario de ambos restaurantes y un psicópata trastornado responsable de la muerte de Michael, Sammy y otros cuatro niños.
Jason huye al restaurante, con la intención de ser rescatado por Charlie, John, Lamar, Jessica y Marla. Tras encontrar a Carlton, Charlie desabrocha los resortes y lo libera del traje. Mientras el grupo busca una salida, Freddy Fazbear, Bonnie, Chica y Foxy cobran vida y los persiguen a través del restaurante. William revela que los animatrónicos están poseídos por los vengativos fantasmas de sus víctimas y se jacta de que perseguirán y matarán a cualquier intruso. Los amigos intentan esconderse en una sala de fiestas, pero son acorralados por los animatrónicos. Sin embargo, se detienen con la llegada de un quinto animatrónico, Golden Freddy (que antiguamente era Fredbear de Fredbear's Family Diner). Charlie se da cuenta de que está poseído por el fantasma de Michael. Es entonces cuando el grupo se da cuenta de que los animatrónicos estaban tratando de protegerlos de William. Golden Freddy les da permiso para irse mientras el oficial Burke llega al restaurante para buscar al desaparecido oficial Dunn. William ataca a los niños en el traje de Spring Bonnie, pero Charlie activa sus resortes, matándolo. Mientras los animatrónicos arrastran el cadáver de William, el oficial Burke rompe la entrada con un martillo y acompaña a todos fuera del centro comercial.
A la mañana siguiente, los siete amigos se van por caminos separados a sus ciudades natales y antes de abandonar Hurricane, Charlie visita la tumba de su padre, recordando los días felices que tuvo con él durante su infancia.

## Desarrollo
El 11 de diciembre de 2015, Scott Cawthon publicó una imagen «teaser» en su sitio web para una próxima novela sin título. Según él, la novela fue escrita "junto a una escritora profesional durante los últimos diez meses" y "expande los mitos", revelando "un elemento humano nunca antes visto en los juegos". El 15 de diciembre de 2015, Cawthon reveló el título del libro. Originalmente, el título era Five Nights at Freddy's: The Untold Story, pero fue renombrado poco después. Se suponía que estaría disponible para Amazon Kindle el 22 de diciembre de 2015, pero debido a un error en el sistema de Amazon, fue publicado el 17 de diciembre de 2015. Scholastic publicó la encuadernación en rústica del libro el 27 de septiembre de 2016.

## Recepción
Aunque fue lanzado con un rotundo éxito, Five Nights at Freddy's: The Silver Eyes ha recibido muchas críticas de los fanáticos. Según Design and Trend, todo comenzó cuando un fanático recibió la novela con la esperanza de que tenga las respuestas a los misterios de la franquicia del juego. Sin embargo, luego se desilusionó porque, según él, la novela no tenía nada que ver con el juego en absoluto.

Por lo tanto, como los fanáticos tenían afirmaciones de que la historia del libro estaba en conflicto con la de los juegos, Scott Cawthon respondió que: 
"Los juegos y los libros deben considerarse como continuidades separadas, incluso si comparten muchos elementos familiares. Así que sí, el libro es canónico, al igual que los juegos. Pero eso no quiere decir que no esté destinado a encajar en las piezas del rompecabezas. El libro es una recreación de la historia de Five Nights at Freddy's, y si lo analizas con esa mentalidad, creo que realmente lo disfrutarás."
Design & Trend conjeturó que según las declaraciones de Cawthon, tanto el libro como los juegos deben disfrutarse por separado, lo que significa que aquellos que aún no han jugado los títulos de la serie de Five Nights at Freddy's todavía pueden lidiar con los acontecimientos que ocurren en The Silver Eyes.
Citando cómo The Silver Eyes podría mejorarse, Latin Post declaró: "Tal vez, es mejor si Cawthon cediera a la solicitud de los fanáticos y revelara algunas pistas en el libro. Five Nights at Freddy's es un juego que nadie puede terminar fácilmente. Lleno de desafíos y acertijos, pone a prueba la estrategia de uno para jugar duro y sobrevivir. Su nivel de dificultad es algo que no debe socavar. Por eso muchos esperan encontrar las respuestas entre las páginas del libro. Cawthon le haría un favor a los jugadores si el libro explicará algunos de los misterios del juego. Si lo hace, seguro que a sus fanáticos les encantará".
En el lado positivo, Kevin Anderson & Associates felicitó a Cawthon y a su propia asociada, Kira Breed-Wrisley, por escribir la novela. Comentaron que tenía una "narrativa entusiasta y un ritmo animado" que "te lleva al mundo de Charlie, la personaje principal, cuando regresa a su casa en el décimo aniversario del homicidio más horrible de Hurricane, Utah". Al finalizar la cita, dijeron: "El primero de una serie de tres libros, Five Nights at Freddy's: The Silver Eyes tiene fanáticos ansiosos por más. Estamos muy orgullosos de los increíbles logros de Scott y Kira y esperamos celebrar muchos más en el futuro cercano".
El libro pasó cuatro semanas en el número uno de la lista de best-sellers de The New York Times en literatura juvenil.

## Secuelas
Five Nights at Freddy's: The Twisted Ones es la segunda novela escrita por Scott Cawthon y Kira Breed-Wrisley. El libro es la secuela de The Silver Eyes, tomando lugar un año después de los acontecimientos del libro anterior. Fue descubierto por primera vez en Amazon a principios de 2017, lo que generó controversia sobre la legitimidad del producto. Más tarde, Cawthon confirmó que la novela era oficial. El libro fue lanzado tempranamente en algunas librerías, pero fue lanzado públicamente el 27 de junio de 2017. La novela se centra en Charlie "teniendo un nuevo comienzo", pero siendo "arrastrada al mundo de las aterradoras creaciones de su padre" mientras trata de seguir adelante.
El tercer y último libro de la trilogía, Five Nights at Freddy's: The Fourth Closet, fue lanzado el 26 de junio de 2018. La novela se centra en Jessica, John, Carlton, Lamar, Marla y Jason descubriendo la verdad detrás del destino de Charlie en The Twisted Ones, mientras se desarrollan misteriosos eventos después de la apertura de Circus Baby's Pizza World, un nuevo restaurante propiedad de la empresa hermana de Freddy Fazbear's Pizza.